# Bryan (Texas)
Bryan je město ve Spojených státech amerických. Nachází se v okrese Brazos County ve státě Texas. Ve městě žije  obyvatel a jeho rozloha činí . Město bylo založeno roku 1872.

## Doprava
Městem prochází Texas State Highway OSR.

## Rodáci
- Le'Raven Clark (* 1993) – hráč amerického fotbalu
- Raini Rodriguez (* 1993) – americká herečka

## Partnerská města
- Kazaň, Rusko